# Штефан, Пауль
Пауль Штефан (нем. Paul Stefan, при рождении Пауль Штефан Грюнфельд (нем. Paul Stefan Gruenfeld); 25 ноября 1879, Брюнн, Австро-Венгрия, — 12 ноября 1943, Нью-Йорк, США) — австрийский музыковед и переводчик.

## Биография
Родился в еврейской семье. В 1898 году вместе с родителями переехал в Вену. Изучал в Венском университете философию, юриспруденцию, историю искусства и музыку, и в 1904 году получил степень доктора философии (в дальнейшем также получил звание профессора). Брал уроки музыки у Арнольда Шёнберга и Германа Греденера. В 1904—1910 годах работал секретарем Центрального союза промышленников Австрии. Во время Первой мировой войны сначала служил офицером в кавалерии, а позднее был переведен в военный архив.
Штефан был одним из виднейших музыковедов своего времени. С 1921 года он писал для журнала Musikblätter des Anbruch, а в 1922 году сменил Пауля Амадеуса Писка на посту главного редактора и оставался им до закрытия журнала в 1937 году. Кроме этого, много лет он сотрудничал как музыкальный критик с венскими газетами Die Stunde и Die Bühne, а также и с другими европейскими и американскими газетами, в том числе Neue Zürcher Zeitung и Musical America.
Он не был ни тем, кто только хвалит, и ни тем, кто только порицает, но его мнение, отличавшееся почти французской тонкостью и ясностью, было безошибочно. Именно из его статей, комментариев и заметок о концертах многие неспециалисты впервые получили знания о музыке как таковой.Оригинальный текст (нем.)Er war im Grunde weder ein Lober noch ein Tadler; aber sein Urteil, von einer fast französischen Zartheit und Lucidität, war sicher. Seinen Aufsätzen, Hinweisen und Noten über Konzerte danken viele Laien erst das Wissen, was Musik überhaupt ist.
В 1922 году стал одним из основателей Международного общества современной музыки, и впоследствии в течение нескольких лет занимал должность вице-президента австрийской секции общества. Помимо этого, преподавал на венском семинаре Макса Рейнхардта.
После аншлюса Австрии в 1938 году Штефан был вынужден эмигрировать как еврей и автор антинацистских статей (тогда же нацисты лишили его докторской степени). Сначала он прожил полгода в швейцарском Винтертуре, а затем переехал в Париж, где пробыл до немецкого вторжения, в основном работая на радио. После этого перебрался в Лиссабон, где по заказу государства написал книгу о португальской музыке; кроме того, некоторые его работы были переведены на португальский язык.
В апреле 1941 года приехал в США, где столь же успешно работал как музыкальный критик и лектор.
Кроме работ в области музыки, занимался переводами — в частности, перевел на немецкий язык «Германию» Тацита и «Тартарена из Тараскона» Альфонса Доде.
С 1940 года был женат на певице Йелле Браун-Фернвальд.
За заслуги в области музыки был награждён медалью чешского правительства. Спустя несколько десятилетий Венский университет посмертно восстановил докторскую степень Штефана.